# فوسیو
فوسیو (به فرانسوی: Fossieux) یک کمون در فرانسه است که در Canton of Delme واقع شده‌است.

## خصوصیات
فوسیو ۵٫۰۶ کیلومترمربع مساحت و ۱۴۹ نفر جمعیت دارد و ۴۰۰ متر بالاتر از سطح دریا واقع شده‌است.